# Bilal Mazhar
Bilal Mazhar Mohamed Abdelrahman Abdelgalil Zeeni (in arabo بلال مظهر عبد الرحمن عبد الجليل‎?; Châteauroux, 21 novembre 2003) è un calciatore egiziano, attaccante del Lamia.

## Carriera

### Club
Mazhar è cresciuto nel settore giovanile del Panathīnaïkos, che lo ha acquistato nel 2019 dall'Al-Mokawloon. Ha debuttato con la squadra B il 19 gennaio 2022 nell'incontro di Souper Ligka Ellada 2 vinto 3-1 contro l'OF Ierapetra. Ha segnato i suoi primi gol il 25 novembre seguente mettendo a segno una doppietta contro l'Īraklīs. Nell'estate del 2024 si trasferisce nella prima divisione portoghese, all'Estrela Amadora; nel gennaio del 2025 passa al Lamia, nella prima divisione greca.

### Nazionale
Ha giocato nelle nazionali giovanili egiziane Under-20 ed Under-23.
Nel 2024 è stato convocato dalla nazionale olimpica egiziana per partecipare ai Giochi della XXXIII Olimpiade.

## Statistiche

### Presenze e reti nei club
Statistiche aggiornate al 21 luglio 2024.
| Stagione        | Squadra         | Campionato      | Campionato | Campionato | Coppe nazionali | Coppe nazionali | Coppe nazionali | Coppe continentali | Coppe continentali | Coppe continentali | Altre coppe | Altre coppe | Altre coppe | Totale | Totale | Totale |
| Stagione        | Squadra         | Comp            | Pres       | Reti       | Comp            | Pres            | Reti            | Comp               | Pres               | Reti               | Comp        | Pres        | Reti        | Pres   | Reti   |        |
| --------------- | --------------- | --------------- | ---------- | ---------- | --------------- | --------------- | --------------- | ------------------ | ------------------ | ------------------ | ----------- | ----------- | ----------- | ------ | ------ | ------ |
| 2021-2022       | Panathīnaïkos B | SL2             | 4          | 0          |                 | -               | -               |                    | -                  | -                  |             | -           | -           | 4      | 0      |        |
| 2022-2023       | Panathīnaïkos B | SL2             | 18         | 6          |                 | -               | -               |                    | -                  | -                  |             | -           | -           | 18     | 6      |        |
| 2023-2024       | Panathīnaïkos B | SL2             | 25         | 5          |                 | -               | -               |                    | -                  | -                  |             | -           | -           | 25     | 5      |        |
| Totale carriera | Totale carriera | Totale carriera | 47         | 11         |                 | -               | -               |                    | -                  | -                  |             | -           | -           | 47     | 11     |        |

## Palmarès

### Individuale
- Capocannoniere della UEFA Youth League: 1

2022-2023 (9 reti, ex aequo con Mexx Meerdink)